# European Super League
European Super League, officiellt The Super League, var en planerad årlig fotbollstävling bland en exklusiv grupp av europeiska fotbollslag, med avsikt att konkurrera med, eller helt ersätta, Uefa Champions League.  Den lanserades i april 2021 med hopp om spelstart i augusti 2021, men förslaget drogs tillbaka tre dagar senare efter kritik från journalister, supportrar, spelare och delar av de utbrytande klubbarna själva.
Lanseringen skedde i förtid efter att spanska ligans ordförande Javier Tebas fått reda på att den skulle skapas av Barcelonas ordförande Joan Laporta. Han kontaktade Uefa och via kontakter med andra klubbar försökte bland annat Uefas ordförande, Aleksander Čeferin, bringa klarhet i vilken status ligan hade. Då valde representanter för Super League sent på söndagen att berätta om planerna.
Det har ryktats om liknande utbrytningsförsök sedan 1980-talet, och Uefa aviserade en utökning av Champions League till 36 lag hösten 2020 i förhoppning att minska intresset bland storlagen att grunda en alternativ liga eller turnering.
Den här gången hade förslaget finansiering av det amerikanska finansbolaget JP Morgan och presenterades av ledningarna för tolv storklubbar i Europa, varav sex från Premier League.
Eftersom ligan skulle ha konkurrerat med europeiska fotbollsförbundet Uefa och därmed det internationella fotbollsförbundet Fifas tävlingar gick de omedelbart ut och hotade med sanktioner mot klubbarna som att inte tillåta deras spelare delta i landslagen som till exempel i Europa- och världsmästerskap.
Grundarna menade att de ville garantera flera matcher av hög kvalitet, men de flesta bedömare menade att det framförallt handlar om att få en större del av den ekonomiska vinsten från den främsta turneringen Champions League. Grundarna var garanterade att alltid vara med i ligan som de menar har potential att bli lika ekonomiskt framgångsrik som Champions League, men med mindre risk för det mindre antalet klubbar att missa den stora utdelningen därför att det går dåligt i den turneringen något eller några år.
Gruppen bakom Super League genomförde opionionsundersökningar som visade att 60-90% av fotbollsfans i samtliga klubbar skulle stödja ligan, istället utlöstes kraftiga protester från fansen i samtliga klubbar. På grund av protesterna drog sig fem av sex engelska klubbar ur Super League strax före midnatt den 20 april. Inter lämnade på morgonen den 21 april och senare samma dag även Milan, Juventus, Atlético Madrid och Chelsea.
Den 9 februari 2023 presenterade A22 Sports Management ett nytt förslag, med 60–80 lag fördelade på fyra divisioner.

## Grundande klubbar
Tolv klubbar tillkännagavs som grundare av tävlingen, med planer på att minst tre till skulle gå med innan början av den första säsongen. Detta inkluderade engelska "Big Six", samt tre spanska och tre italienska lag. De 15 grundklubbarna skulle vara permanenta deltagare i ligan, samt styra ligan. Franska och tyska klubbar, vilket inkluderade Paris Saint-Germain och Bayern München, ska enligt uppgifter ha tackat nej till att spela i tävlingen. Planen var att ytterligare fem lag skulle kvalificera sig årligen för ytterligare fem platser i ligan.
- Arsenal (drog sig ur 20 april 2021)[13]
- Chelsea (drog sig ur 21 april 2021)[14]
- Liverpool (drog sig ur 20 april 2021)[15]
- Manchester City (drog sig ur 20 april 2021)[16]
- Manchester United (drog sig ur 20 april 2021)[17]
- Tottenham Hotspur (drog sig ur 20 april 2021)[18]
- Inter  (drog sig ur 20 april 2021)[10][19]
- Juventus  (drog sig ur 6 juni 2023)[20]
- AC Milan (drog sig ur 20 april 2021)[10]
- Atlético Madrid (drog sig ur 20 april 2021)[10]
- Barcelona
- Real Madrid